# Turniej o Puchar Rybnickiego Okręgu Węglowego 1963
Puchar Rybnickiego Okręgu Węglowego 1963 – zawody żużlowe, mające na celu wyłonienie zwycięzcy turnieju o Puchar ROW. Zawody w 1963 roku wygrał Stanisław Tkocz.

## Finał
- Rybnik, 1963
- Sędzia:

| Msc. | Zawodnik               | Klub           | Pkt |            |  |
| ---- | ---------------------- | -------------- | --- | ---------- |  |
| 1    | Stanisław Tkocz        | Rybnik         | 12  | (3,3,3,3)  |  |
| 2    | Andrzej Wyglenda       | Rybnik         | 9   | (3,3,0,3)  |  |
| 3    | Henryk Żyto            | Leszno         | 9   | (2,3,2,2)  |  |
| 4    | Kazimierz Bentke       | Leszno         | 7   | (3,0,2,2)  |  |
| 5    | Konstanty Pociejkowicz | Wrocław        | 7   | (3,1,2,1)  |  |
| 6    | Jerzy Trzeszkowski     | Wrocław        | 7   | (1,2,1,3)  |  |
| 7    | Paweł Waloszek         | Świętochłowice | 5   | (2,0,ns,3) |  |
| 8    | Antoni Woryna          | Rybnik         | 5   | (ns,2,1,2) |  |
| 9    | Florian Kapała         | Rzeszów        | 4   | (0,0,1,3)  |  |
| 10   | Jan Mucha              | Świętochłowice | 4   | (1,2,ns,1) |  |
| 11   | Stanisław Rurarz       | Częstochowa    | 3   | (1,ns,0,2) |  |
| 12   | Marian Spychała        | Rzeszów        | 3   | (0,1,2,0)  |  |
| 13   | Karol Peszke           | Rybnik         | 2   | (1,ns,0,1) |  |